# Franz Probst (Politiker)
Franz Probst (* 28. November 1919 in Hornstein; † 6. April 1993 ebenda) war ein österreichischer Politiker (SPÖ) und Landesbeamter. Probst vertrat die SPÖ von 1959 bis 1975 im Burgenländischen Landtag.

## Leben
Probst wurde als Sohn des Landtagsabgeordneten und Nationalrats Anton Probst geboren. Er wuchs mit burgenlandkroatischer Muttersprache auf. Er besuchte zunächst die Volksschule in Hornstein und danach die Bundeserziehungsanstalt in Traiskirchen, an der er 1938 die Matura ablegte. In der Folge studierte er Germanistik und Theaterwissenschaften an den Universitäten Wien und Prag, musste sein Studium jedoch abbrechen und diente zwischen 1941 und 1945 in der Wehrmacht. Nach dem Ende des Krieges war er ab 1947 im Landesarchiv beschäftigt und arbeitete ab 1954 als Sekretär der Landesräte Hans Bögl und Heinrich Knotzer. Daneben war publizistische tätig, fungierte als Mitglied der Landesleitung und von 1948 bis 1956 als Chefredakteur der Kulturzeitschrift Volk und Heimat und war Mitherausgeber des Burgenländischen Literaturboten. Zudem engagierte sich Probst von 1962 bis 1966 als Chefredakteur der Burgenländischen Freiheit (BF) und war danach Kulturredakteur der BF. Zudem war er Mitbegründer des burgenländischen P.E.N.-Clubs, zwischen 1975 und 1992 Präsident des Clubs sowie als Schriftsteller und Autor wissenschaftlicher Werke tätig. Er wurde 1972 zum Oberamtsrat ernannt.
Probst vertrat die SPÖ zwischen dem 16. Juni 1959 und dem 27. Jänner 1975 im Burgenländischen Landtag, wobei er durch Mandatsniederlegung aus dem Amt schied.

## Publikationen
- mit Fred Sinowatz: Dorfgemeinschaftshaus Stinkenbrunn. Gemeinde Stinkenbrunn, Stinkenbrunn 1958.
- Plädoyer für das Amateurtheater. In: Kulturabteilung der Burgenländischen Landesregierung (Hrsg.): 21 Autoren nehmen Stellung. Ein Beitrag zur burgenländischen Kulturoffensive. Amt der Burgenländischen Landesregierung, Eisenstadt 1979, S. 101–110.